# Diocèse de Sault-Sainte-Marie

Emplacement du diocèse.

Le diocèse de Sault-Sainte-Marie est un diocèse de l'Église catholique au Canada situé en Ontario. Il fait partie de la province ecclésiastique de Kingston.

## Description
Le diocèse de Sault-Sainte-Marie couvre le sud des districts d'Algoma, de Nipissing, de Sudbury et de Thunder Bay en Ontario pour une superficie de 265 000 km2. En 2010, il comprenait cent-quatorze paroisses, et quatre-vingt-onze en 2021.

## Histoire
Le diocèse de Sault-Sainte-Marie a été érigé canoniquement le 16 septembre 1904 à partir d'une partie du territoire du diocèse de Peterborough. Le 29 avril 1952, il a perdu du territoire lors de la création du diocèse de Fort William.

## Évêques
- David Joseph Scollard (1904-1934)
- Ralph Hubert Dignan (1934-1958)
- Alexander Carter (1958-1985)
- Marcel André J. Gervais (1985-1989)
- Jean-Louis Plouffe (1989-2015)
- Marcel Damphousse (2015-2020)[2],[3]
- Thomas Dowd (en) (2020- )[4].